# Lijst van kapitelen in het westwerk van de Sint-Servaasbasiliek
Deze lijst van kapitelen in het westwerk van de Sint-Servaasbasiliek geeft een overzicht van alle 34 romaanse kapitelen in het interieur van het westwerk van de Sint-Servaasbasiliek in de Nederlandse stad Maastricht. De gebeeldhouwde figuratieve kapitelen met voorstellingen uit het dagelijks leven en soms moeilijk te interpreteren beelden uit de middeleeuwse denkwereld worden toegeschreven aan het zogenaamde Heimo-atelier, een Maaslands atelier van steenbeeldhouwers met Noord-Italiaanse wortels. Ze behoren tot de hoogtepunten van de Maaslandse beeldhouwkunst.

## Kunsthistorische achtergrond
De romaanse bouwsculptuur van het westwerk van de Sint-Servaaskerk is ontstaan tussen circa 1140 en 1150. In deze periode maakte de kerk en het daaraan verbonden kapittel van Sint-Servaas een bloeitijd door. Verschillende Maastrichtse proosten stonden als kanselier van het Heilige Roomse Rijk nauw in contact met de Rooms-Duitse keizers. Onder proost Arnold van Wied (1138-1151) werden grote delen van de kerk vernieuwd en werd het westwerk voorzien van rijkversierde kapitelen, waarbij overeenkomsten zijn vastgesteld met de door Arnold en zijn zuster Hedwig gebouwde Sint-Clemenskerk in Schwarzrheindorf (bij Bonn) en de stiftskerk van Essen, tegenwoordig Dom van Essen.

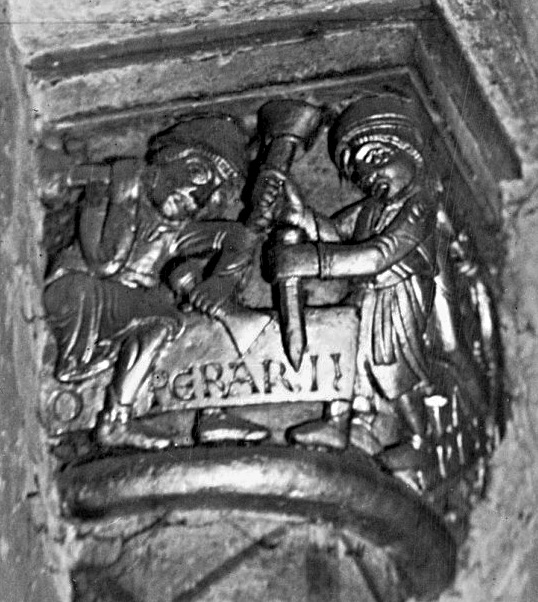
Maastrichtse operarii aan het werk (kapiteel 26)

De kunsthistorica Elizabeth den Hartog geldt als expert op het gebied van de Maaslandse sculptuur in het algemeen, en die te Maastricht in het bijzonder. In een reeks wetenschappelijke publicaties toonde zij aan dat een groot aantal twaalfde-eeuwse sculpturen in onder andere Maastricht, Luik, Hoei, Tongeren, Borgloon, Sint Odiliënberg, Rolduc, Aken-Burtscheid, Bonn, Essen, Eisenach en Utrecht nauw met elkaar verwant zijn en vervaardigd zijn door één of meerdere met elkaar verwante beeldhouwateliers, mogelijk uit Noord-Italië afkomstig. Tussen 1140 tot 1170 was een dergelijk atelier van 'steenmetsen' waarschijnlijk permanent in Maastricht gevestigd. Deze groep steenbeeldhouwers, die ook de Sint-Servaaskerk van beeldhouwwerk voorzag, wordt aangeduid als het Heimo-atelier, naar een kapiteel in de Onze-Lieve-Vrouwebasiliek waarop deze naam voorkomt. Het atelier is waarschijnlijk ook afgebeeld op het operarii-kapiteel (nr. 26) in het westwerk van de Sint-Servaas.
Nog steeds is van enkele voorstellingen de betekenis onduidelijk, maar Den Hartog slaagde erin om van de meeste kapitelen de filosofische achtergrond te achterhalen. Veel voorstellingen zijn geïnspireerd door middeleeuwse boeken als De mirabilibus mundi, het Liber floridus en bestiaria. Het 'lezen' van de kapitelen vergt veel kennis van de twaalfde-eeuwse denkwereld, zoals die via de Parijse scholen verspreiding vond over de christelijke wereld. Voor het Maasland waren met name de geschriften van Wibald van Stavelot en de neo-Augustijnse leer van Hugo van Sint-Victor van grote invloed. In verschillende voorstellingen op de westwerkkapitelen is de invloed van Augustinus' De civitate Dei aanwijsbaar.

## Lijst van kapitelen
Onderstaand volgt een opsomming van kapitelen in de triomfboog en de westwerkgalerijen van de Sint-Servaasbasiliek. Het westwerk telt vier vierzijdige vrijstaande kapitelen, tien driezijdige wand- of halfkapitelen en twintig tweezijdige hoekkapitelen. De vier vrijstaande kapitelen van de voormalige westwerkarcade in de Keizerzaal worden apart beschreven.
| Nummer | Locatie | Soort               | Afmetingen                  | Beschrijving | Afbeelding |
| ------ | ------- | ------------------- | --------------------------- | --- | ---------- |
| 1      |         | hoekkapiteel        | b: 30,5-31 cm h: 33,5-34 cm | man op krukje die groente snijdt; figuur met kruik; figuur met plantstok die oogst en tegelijkertijd brood eet                                                                                              |            |
| 2      |         | hoekkapiteel        | b: 30,5-34,5 cm h: 35 cm    | vogels met stenen in hun klauwen die een man wegdragen |            |
| 3      |         | wandkapiteel        | b: 31-47 cm h: 36 cm        | werkers in een wijngaard |            |
| 4      |         | vrijstaand kapiteel | b: 54,5 cm h: 43 cm         | oostzijde: Astomi; noordzijde: gebladerte; westzijde: twee vogels tegenover elkaar; zuidzijde: Terra die twee draken zoogt                                                                                  |            |
| 5      |         | hoekkapiteel        | b: 30 cm h: 34 cm           | Peridixion-boom tussen twee tweekoppige draken, waarvan de achterste kop in de drakenvleugel bijt |            |
| 6      |         | hoekkapiteel        | b: 30,5 cm h: 34 cm         | twee van elkaar afgewende struisvogels die in gebladerte achter zich bijten |            |
| 7      |         | hoekkapiteel        | b: 31-32,5 cm h: 35 cm      | twee honden tegenover elkaar met hun nek samengebonden |            |
| 8      |         | hoekkapiteel        | b: 31,5-32 cm h: 33,5 cm    | zittende aap en blinde(?) man die hond vastgrijpen |            |
| 9      |         | hoekkapiteel        | b: 35-36 cm h: 38,5 cm      | rijen gebladerte afgewisseld met rijen palmetten |            |
| 10     |         | hoekkapiteel        | b: 32,5 cm h: 35 cm         | gebladerte |            |
| 11     |         | wandkapiteel        | b: 32-56 cm h: 42-42,5 cm   | woest uitziende viervoetigen die naar het omringende gebladerte bijten |            |
| 12     |         | hoekkapiteel        | b: 32-35 cm h: 39,5 cm      | twee draken met lange, bladachtige staarten die een hurkende figuur aanvallen |            |
| 13     |         | hoekkapiteel        | b: 31-31,5 cm h: 35 cm      | gebladerte |            |
| 14     |         | vrijstaand kapiteel | b: 54,5 cm h: 43 cm         | oostzijde: hoefachtig dier met twee rompen en de kop van een ram; noordzijde: hurkende figuur gekleed in een rok; westzijde: twee vogels tegenover elkaar; zuidzijde: twee naakte figuren tussen gebladerte |            |
| 15     |         | wandkapiteel        | b: 33-47 cm h: 35 cm        | leeuwen die in ranken met druiventrossen bijten |            |
| 16     |         | vrijstaand kapiteel | b: 55,5-56 cm h: 43 cm      | gebladerte ("arbor mala") |            |
| 17     |         | wandkapiteel        | b: 31,5-47 cm h: 35,5 cm    | vier draken met de koppen en staarten samengebonden |            |
| 18     |         | wandkapiteel        | b: 34-56,5 cm h: 41,5 cm    | vogels tussen gebladerte |            |
| 19     |         | hoekkapiteel        | b: 33-33,5 cm h: 35 cm      | aan elkaar geketende vogels |            |
| 20     |         | hoekkapiteel        | b: 31,5 cm h: 34,5-35 cm    | gebladerte |            |
| 21     |         | hoekkapiteel        | b: 32-34 cm h: 35 cm        | vogels tussen gebladerte met druiventrossen |            |
| 22     |         | hoekkapiteel        | b: 30-31 cm h: 34,5 cm      | gebladerte |            |
| 23     |         | hoekkapiteel        | b: 31,5 cm h: 34 cm         | Cynocefalen die hoofdeloze wezens (blemmyae) aanvallen |            |
| 24     |         | hoekkapiteel        | b: 30,5-32 cm h: 34 cm      | draken die man aanvallen |            |
| 25     |         | hoekkapiteel        | b: 30-30,5 cm h: 35,5-36 cm | boom des levens |            |
| 26     |         | hoekkapiteel        | b: 29,5-30,5 cm h: 35,5 cm  | steenmetsen aan het werk ("operarii lapis") |            |
| 27     |         | vrijstaand kapiteel | b: 55 cm h: 43 cm           | oostzijde: gebladerte; noordzijde: twee geklede en knielende figuren; westzijde: gebladerte; zuidzijde: naakte figuren die tussen gebladerte rennen                                                         |            |
| 28     |         | wandkapiteel        | b: 31-43,5 cm h: 35,5-36 cm | vechtende mannen |            |
| 29     |         | hoekkapiteel        | b: 33 cm h: 35,5 cm         | twee gemoedelijk uitziende viervoeters tegenover elkaar |            |
| 30     |         | hoekkapiteel        | b: 31-34 cm h: 36,5 cm      | naakte knielende figuren |            |
| 31     |         | wandkapiteel        | niet bekend                 | man die op leeuwen jaagt met beer; op de onderrand: gevleugelde draken die zichzelf bijten |            |
| 32     |         | wandkapiteel        | niet bekend                 | geketende vogels en maskers; op de bovenrand: geschakeld gebladerte |            |
| 33     |         | wandkapiteel        | niet bekend                 | vlechtwerk van gebladerte; op de onderrand: idem |            |
| 34     |         | wandkapiteel        | niet bekend                 | leeuwen die in gebladerte bijten; maskers; op de bovenrand: geschakeld gebladerte |            |

## Westwerkkapitelen elders in de kerk
Vier romaanse kapitelen die ooit deel uitmaakten van de westwerkarcade bevinden zich thans elders in de kerk. Deze open arcade bevond zich boven de triomfboog en bood vanuit de Keizerzaal zicht op het kerkschip en het priesterkoor. De arcade bestond waarschijnlijk uit vijf rondbogen en daartussen vier zuilen met vierzijdig gebeeldhouwde kapitelen. De arcade werd waarschijnlijk rond het midden van de vijftiende eeuw dichtgemetseld, toen het vlakke romaanse plafond werd vervangen door het huidige gotische gewelf. Drie kapitelen kregen een plaats elders in de kerk; het vierde bevindt zich thans in het lapidarium van de kerk in de oostcrypte.

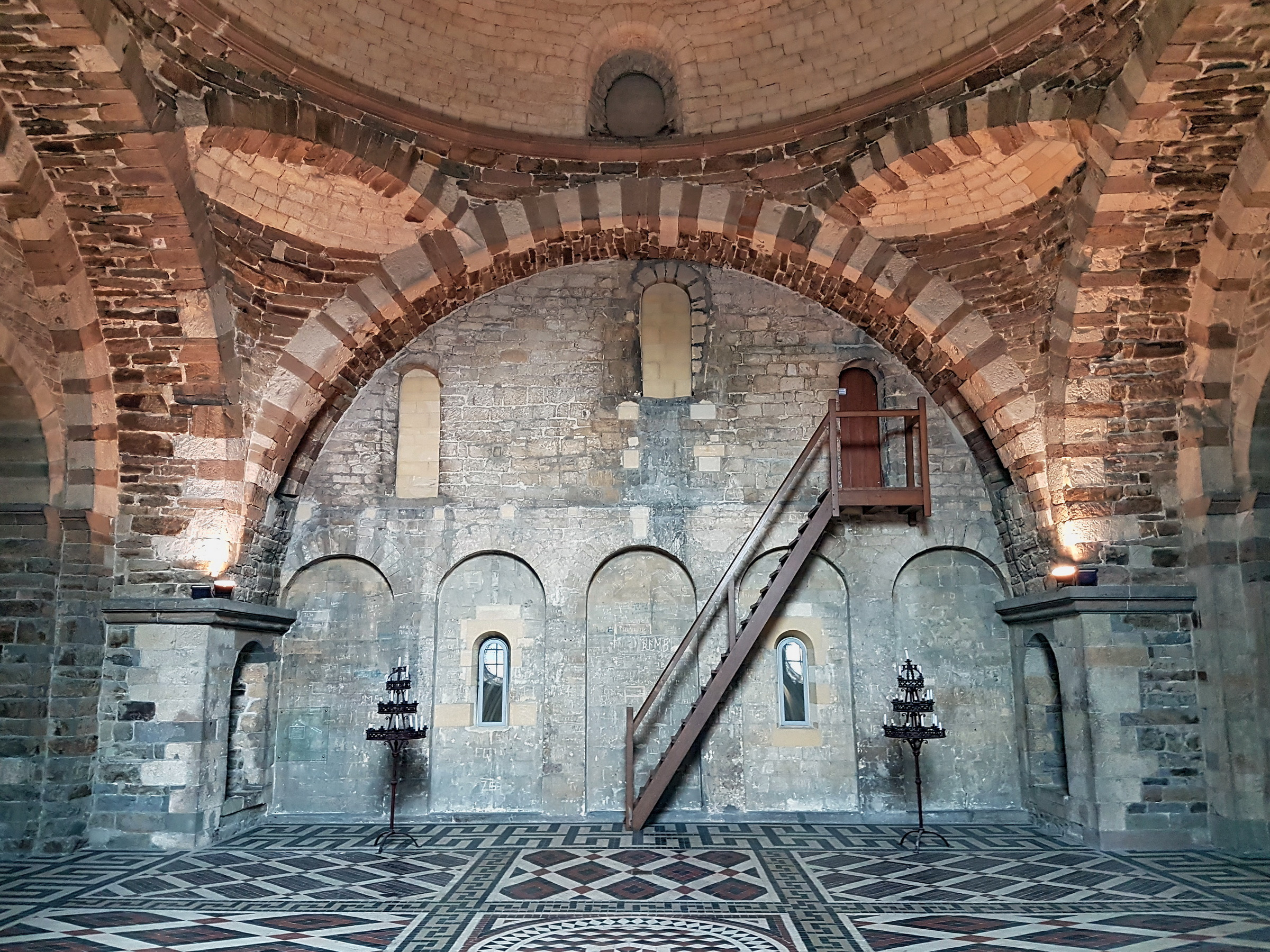
Dichtgemetselde arcade in oostmuur Keizerzaal
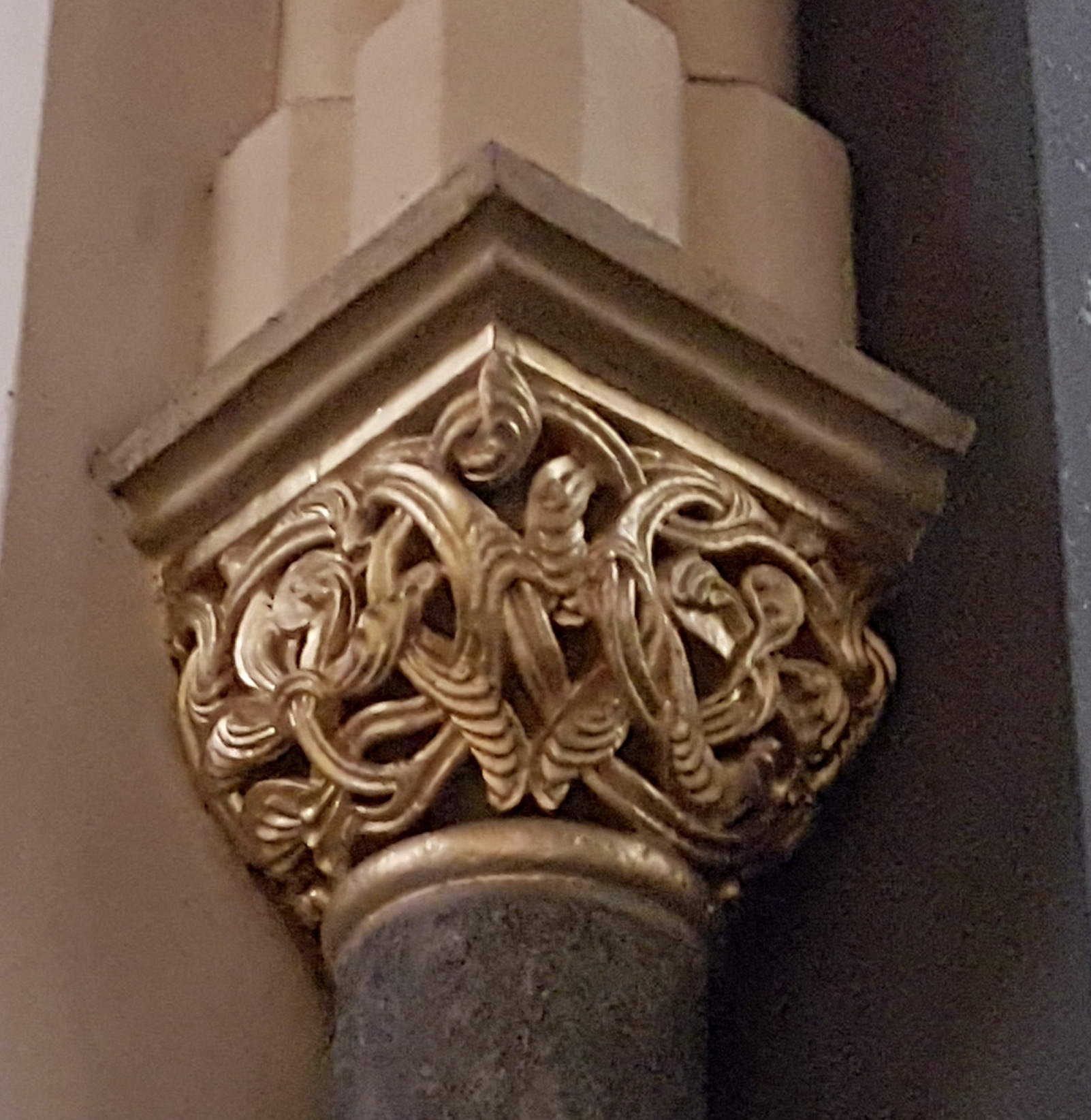
Hergebruikt westwerkkapiteel in de viering van de kerk
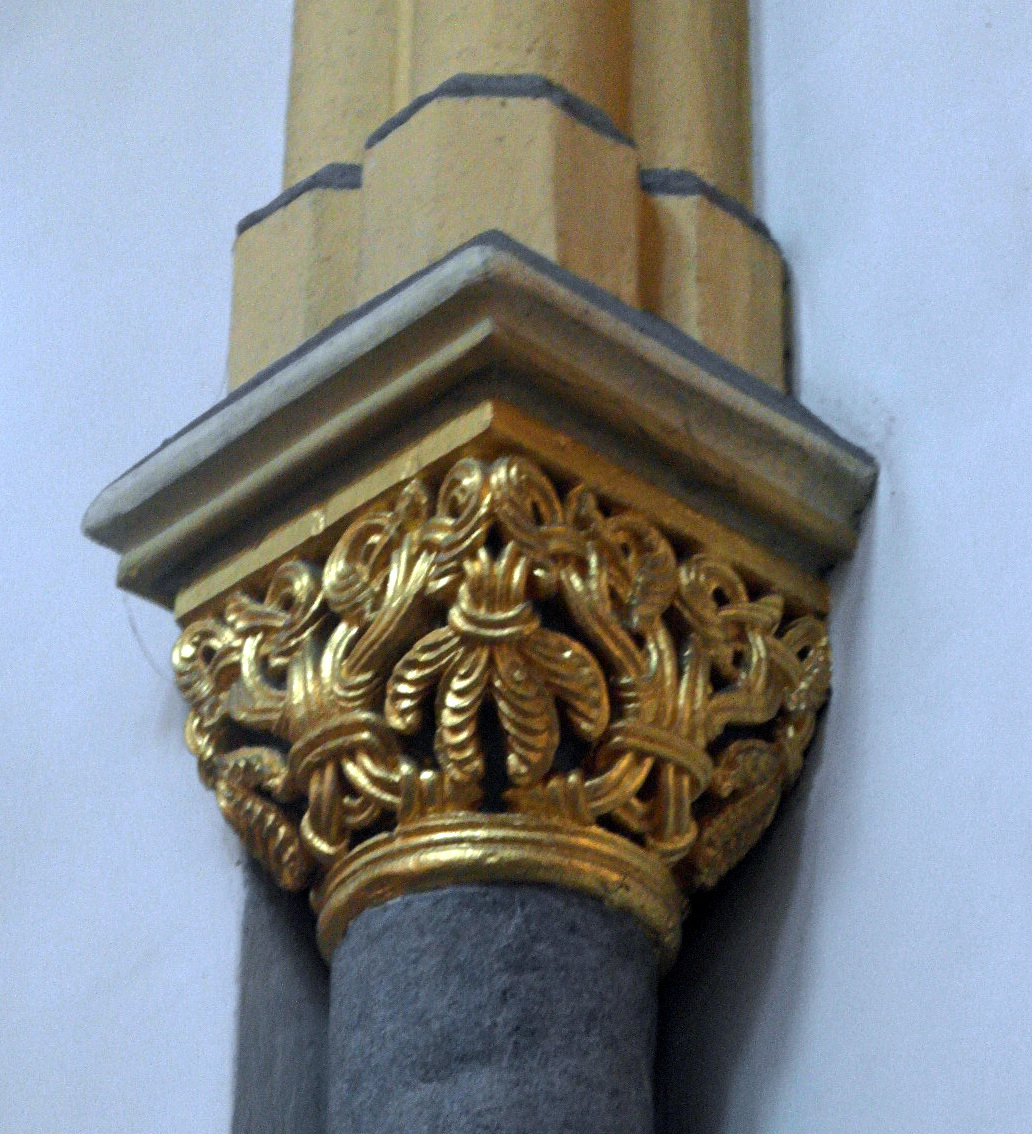
Hergebruikt westwerkkapiteel in de zuidelijke zijbeuk
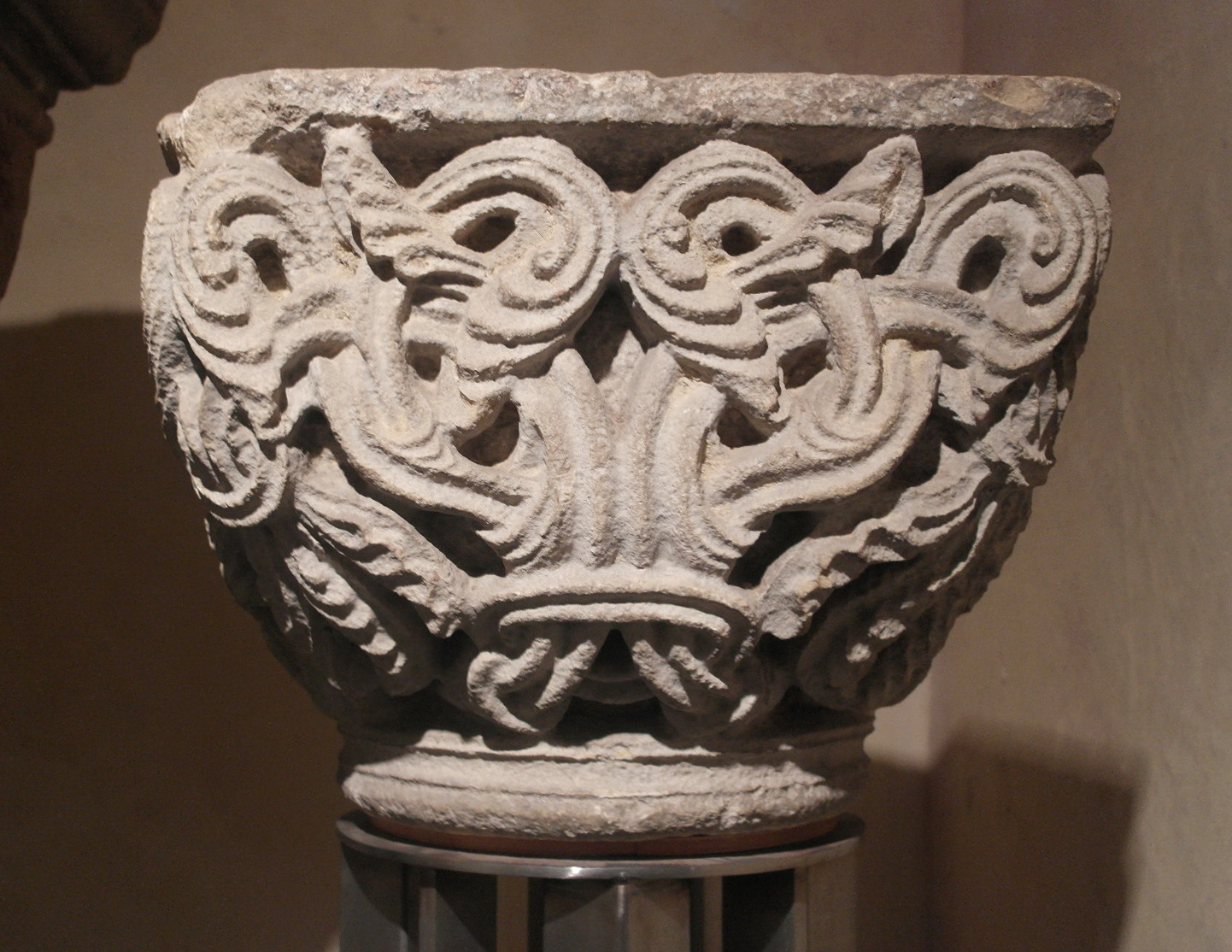
Westwerkkapiteel in het lapidarium (oostcrypte)